# Сак Тамара Василівна
Тама́ра Васи́лівна Са́к (16 жовтня 1954, Обухів, УРСР — 17 листопада 2018, Україна) — педагог, психолог, доктор психологічних наук (2006), професор (2008), фахівець у галузі спеціальної психології та корекційної педагогіки, авторка підручників з природознавства.

## Біографічні дані
Народилася 16 жовтня 1954 року в Обухові.
Закінчила природничо-географічний факультет Київського педагогічного інституту ім. О.М. Горького за спеціальністю «біологія-хімія», а спецфакультет того ж закладу — за спеціальністю «Психологія. Практична психологія в системі народної освіти». 
У 1997 році захистила кандидатську, а у 2006 — докторську дисертацію з психології. У 2008 році Сак Т. В. присвоєно вчене звання професора. Була завідувачем лабораторії інтенсивної педагогічної корекції Інституту спеціальної педагогіки НАПНУ, професором кафедри логопедії Інституту корекційної педагогіки та психології НПУ.
Померла 17 листопада 2018 року.

## Наукова робота
Авторка понад 100 публікацій, серед яких монографія, науково-методичні, навчально-дидактичні та навчальні посібники, наукові статті, підручники тощо. Також авторка підручників з природознавства для 1—4 та  5 класів загальноосвітніх навчальних закладів; підручників з природознавства (підготовчий, 1—4 класи) та математики (підготовчий, 1—4 класи) для спеціальної школи.  За участю вченої розроблено навчальні програми для загальноосвітніх навчальних закладів для 1—4 класів та 5 класу з предмету «Природознавство»; Державний освітній стандарт початкової школи інтенсивної педагогічної корекції; навчальні програми для спеціальної дошкільної освіти, початкової та основної школи (для дітей із затримкою психічного розвитку). 
Брала участь у впровадженні інклюзивного навчання в Україні. У цьому напрямку підготовано науково-методичні посібники, статті з проблем інклюзивності. Під керівництвом вченої підготували до захисту 7 кандидатських та 1 докторської дисертацій у галузі спеціальної психології та корекційної педагогіки. Була головою методичної ради та членом Центральної психолого-медико-психологічної консультації при Міністерстві освіти і науки України.
Наукові інтереси вченої включали такі теми: психологія дітей з труднощами у навчанні; психолого-педагогічні типи затримки психічного розвитку; психологія навчання дітей із затримкою психічного розвитку; особливості організації навчальної діяльності школярів із затримкою психічного розвитку різних психолого-педагогічних типів; навчання дітей з особливостями психофізичного розвитку в умовах інклюзії тощо.

### Основні публікації
За ІСПП НАПНУ:
- Сак Т.В. Програма «Корекція розвитку» та її реалізація у навчанні школярів із затримкою психічного розвитку / Особлива дитина: Навчання і виховання. — 2 (78). — 2016. — С. 7—14.
- Сак Т.В. Психолого-педагогічна типологія затримки психічного розвитку та її реалізація в організації корекційного навчання / Науковий часопис Національного педагогічного університету ім..М.П.Драгоманова. — Серія 19, корекційна педагогіка та психологія. —  Вип 33., Київ, 2017. — С. 160—164.
- Сак Т.В. Як організувати навчання школярів із затримкою психічного розвитку в інклюзивному класі / Початкова школа. — № 7. — 2017. — с. 47—50.
- Сак Т.В., Прохоренко Л. І. Програма з корекційно-розвиткової роботи «Корекція розвитку» (корекція когнітивного розвитку) для підготовчого, 1-4 класів спеціальних загальноосвітніх навчальних закладів для дітей із затримкою психічного розвитку / Т. В. Сак, Л. І. Прохоренко. — Київ: Інститут спеціальної педагогіки НАПН України, 2016.[4]

## Нагороди
- Нагрудний знак «Відмінник освіти України»;
- Нагрудний знак «Софія Русова»;
- Нагрудний знак «Василь Сухомлинський»;
- Нагрудний знак «Петро Могила»[2].